# 圆苞大戟
圆苞大戟（学名：Euphorbia griffithii）为大戟科大戟属的植物。分布在不丹以及中国大陆的四川、西藏、云南等地，生长于海拔2,500米至4,900米的地区，多生于林缘、林内、灌丛或草丛等，目前已由人工引种栽培。

## 别名
雪山大戟，兰叶大戟，红毛大戟，紫星大戟，丝果大戟（云南种子植物名录）

## 异名
- Euphorbia bulleyana Diels
- Euphorbia cyanophylla Levl.
- Euphorbia erythrocoma Levl.
- Euphorbia luteociliata W. T. Wang
- Euphorbia porphyrastra Hand.-Mazz.
- Euphorbia sericocarpa Hand.-Mazz.